# Igor Koller
Igor Koller (* 2. září 1952) je slovenský horolezec, autor řady prvovýstupů ve Vysokých Tatrách, například Oči plné machu (V+ A0) na Malou žlutou stěnu, Bonbónová cesta (VI- A1) v západní stěně Lomnického štítu, na pískovcích v Adršpachu a Teplicích nad Metují, nejznámější jsou Hrana Kalamárky (VIIIb, RP VIIIc), Možno zajtra a Notre Dame na Chrámových stěnách. Jeho prvovýstupem světového významu je Cesta přes Rybu (původně ohodnoceno VII- A1, v současnosti volně za 9- UIAA, 7b+ fr.) v Jižní stěně Marmolady v Dolomitech, která byla řešením problému, o který se pokoušela celá tehdejší světová horolezecká elita. Tuto cestu absolvoval spolu s českým horolezcem Jindřichem Šustrem, ve dnech 2.-4. srpna 1981.
Na vojně byl v Pardubicích a často lezl také na pískovcích v Adršpašskoteplických skalách. I po rozdělení Československa se do Čech často vrací jako host na VH Českého horolezeckého svazu, na MHFF v Teplicích nad Metují i jiných horolezeckých festivalů. Přelez Kalamárky na Chrámových stěnách v Teplických skalách zopakoval znovu po čtyřiceti letech.
Igor Koller je též velkým znalcem horské skupiny Bergell, kde vykonal několik prvovýstupů, na Piz Badile Diretissimu V stěny, Cestu kvetov a Bielym pásom (poslední dvě s významným českým horolezcem Stanislavem Šilhánem).
Zúčastnil se též řady expedic do vysokých hor. Na Pamíru prvovýstup JV stěnou Piku maršála Žukova s přechodem na Leninův štít. Byl dlouhou dobu nejen vysoce výkonným lezcem, ale i československým a slovenským horolezeckým funkcionářem, členem trenérské rady, teoretikem a ideologem horolezectví. Do března 2019 byl předsedou Slovenského horolezeckého spolku JAMES (novým předsedou Slovenského horolezeckého spolku JAMES je Anton Pacek). Publikoval desítky článků v časopisech Jamesák a Krásy Slovenska. Za časopis Jamesák je členem mezinárodní poroty na horolezeckém festivalu Arco Rock Master, kde se každoročně udílejí ocenění nejlepším horolezcům Salewa Rock Award a La Sportiva Competition Award.